# Bartolomeo Colleoni
Bartolomeo Colleoni (1400 – 2. listopadu 1475) byl italský kondotiér, který se stal generálním kapitánem Benátské republiky. Colleoni získal pověst předního vojevůdce 15. století. Je mu také připisována rekonstrukce římských lázní v Trescore Balneario.

## Původ
Colleoni se narodil v Solze nedaleko Bergama, která byla tehdy součástí milánského vévodství. Rodina Colleoni byla vznešená, ale se zbytkem Guelphů Visconti byla vyhoštěna z Milána. Pravděpodobně na příkaz Fillipa Maria Viscontiho, vévody z Milána, obsadil Bartolomeův otec hrad Trezzo. Tam byl zavražděn svými bratranci.

## Kariéra

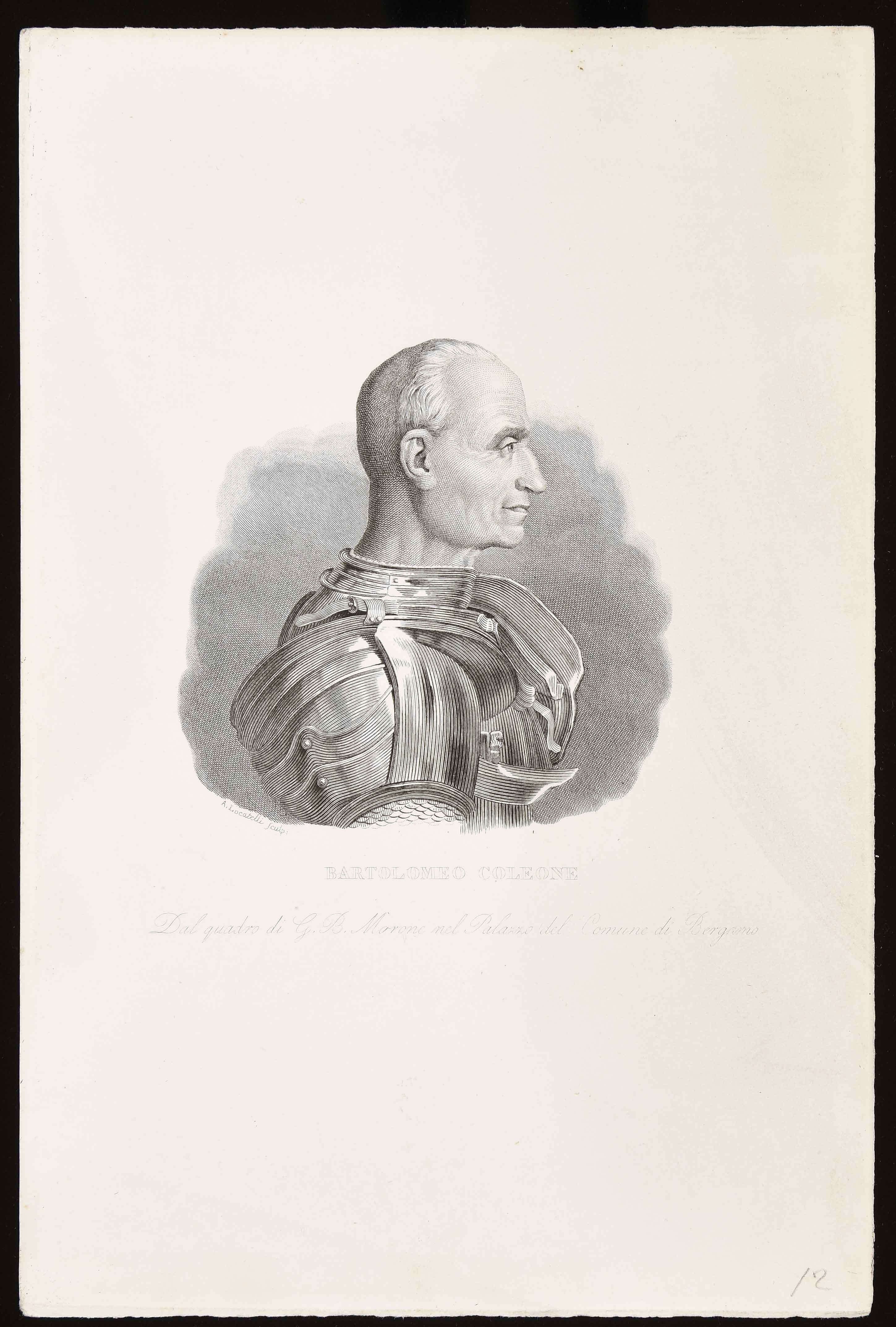
Bartolomeo Colleoni

Mladý Colleoni se dal na vojenskou dráhu. Nejprve sloužil v družině Filippa d'Arcella a později jako kondotier u Braccio da Montoneho. V roce 1432 vstoupil do služby Benátské republiky, kde jeho kariéra dosáhla vrcholu. Ačkoli formálně byl vrchním velitelem Gianfrancesco I Gonzaga, markýz z Manty, ve skutečnosti byl skutečným vůdcem benátské armády Colleoni. Dobyl od Miláňanů mnoho měst a okresů pro Benátky, a když Gonzaga přešel k nepříteli, Colleoni pokračoval ve službě pro Benátky pod Erasmem z Narni (známý jako Gattamelata) a Francescem I Sforzou. Vyhrál bitvy v Brescii, Veroně a na Gardském jezeře.
Když byl v roce 1441 dojednán mír mezi Milánem a Benátkami, Colleoni se v roce 1443 připojil k Miláňanům. I když se s ním zpočátku dobře zacházelo, Colleoni brzy podlehl podezření Viscontiho a byl uvězněn v Monze, kde zůstal až

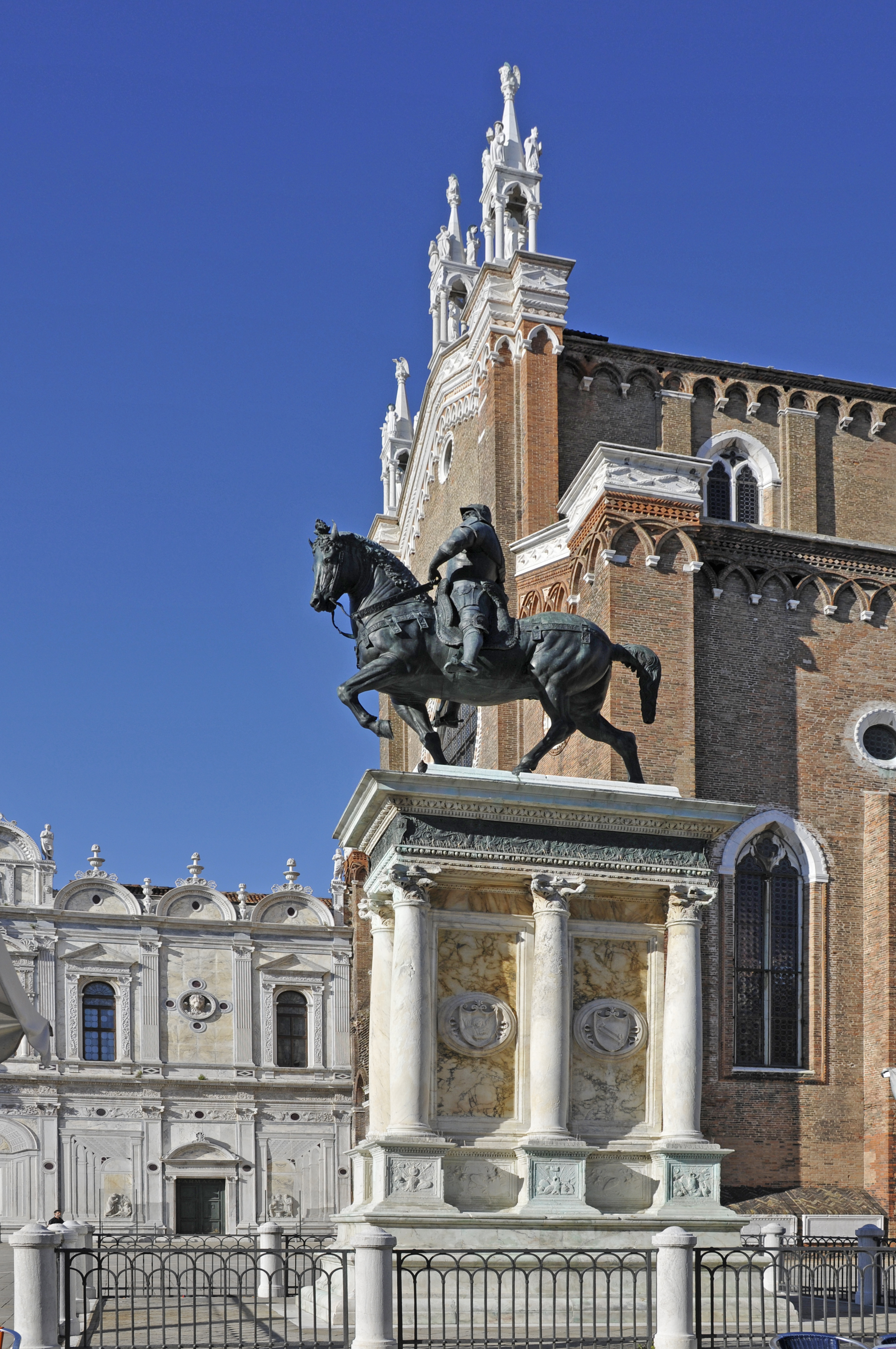
Jezdecká socha Bartolomea Colleoniho

do vévodovy smrti v roce 1447. V roce 1448 se vrátil do Benátek, kde však nebyl zvolen generálním kapitánem. V roce 1452 se proto rozhodl vydat se do Sforzy. Benátky se však bez něj nemohly obejít a nabídly mu větší příjmy, proto se v roce 1453 vrátil. V roce 1455 byl jmenován doživotním generálním kapitánem Benátské republiky. Benátkám pak zůstal k dispozici až do své smrti. Colleoni často měnil strany, ale není mu přičítána žádná zrada. Nikdy také se svými vojáky neloupežil a nedrancoval dobytá území.  

## Soukromý život
Své sídlo založil na hradě Malpaga, který koupil v roce 1465 a v následujících letech zrestauroval. Pokud nebojoval, věnoval svůj čas zavádění zemědělských zlepšení na rozsáhlých panstvích, která mu Benátčané poskytli. Věnoval se i charitativním pracím. Po své smrti v roce 1475 v Malpage zanechal velkou částku republice Benátky s požadavkem, aby na náměstí Piazza San Marco byla vztyčena jeho jezdecká socha. Socha byla navržena Andreou del Verrocchio a po jeho smrti odlita do bronzu Alessandrem Leopardim. Nebyla však umístěna na požadované náměstí, ale poblíž Scuola Grande di San Marco před kostelem Ss. Giovanni e Paolo, kam byla postavena 21. března 1496.

## Křižník Bartolomeo Colleoni
V roce 1930 italská Regia Marina nechala spustit na moře křižník třídy Condottieri pojmenovaný podle Bartolomea Colleoni. Sloužil před a během druhé světové války. Byl potopen v bitvě u mysu Spatha.